# Wilhelm Gerhards (Bildhauer)

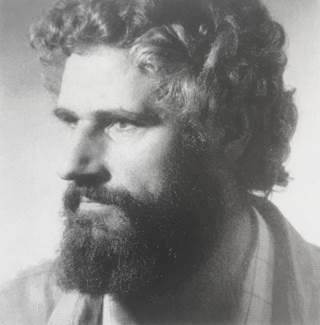

Wilhelm Gerhards (* 13. Juni 1934 in Mausbach bei Stolberg (Rheinland); † 10. Oktober 2001 in Simmerath) war ein deutscher Bildhauer. Wilhelm Gerhards war verheiratet mit der Bildhauerin Susanne Gerhards (1944–1997), geb. Lukas.

## Ausbildung
Nach seiner Schulzeit begann Gerhards 1948 eine handwerkliche Ausbildung zum Kunstschmied bei Werkkunst Peters in Stolberg (Rheinland) und war als solcher bis 1959 tätig. Anschließend absolvierte er bis 1963 ein Studium der Bildhauerei an der Werkkunstschule Aachen in der Klasse von Josef Zeller. Parallel dazu war er weiterhin als Kunst- und Silberschmied im Atelier von Albert Sous in Stolberg tätig. Im Anschluss daran studierte Gerhards bis 1968 Bildhauerei an der Akademie der bildenden Künste in Wien und wurde Meisterschüler von  Fritz Wotruba in Bildhauerei und von Joannis Avramides in Zeichnen und Aktzeichnen. Danach war er von 1968 bis 2001 als freiberuflicher Bildhauer, Metallplastiker und Kunstlehrer tätig. Zusammen mit seiner Frau entstand in der Folgezeit ein kongeniales Schaffen in Simmerath-Eicherscheid (Nordeifel).

## Wirken
Gerhards schuf Holz- und Steinskulpturen – in der Anfangsphase auch aus Edelstahl oder Gips – denen der menschliche Körper zugrunde liegt. Immer ist der Mensch das Maß. Und der menschliche Mittelpunkt das Wesentliche. Charakteristisch für die Skulpturen von Gerhards sind die anthropomorphen Stelen. Aufs Äußerste reduziert, auf die Senkrechte der Wirbelsäule, zeigen Stelen – oder besser gefiel ihm selbst die Bezeichnung Figur – die Proportionen des Körpers. Gerhards gliederte seine Figuren nach einer Art Goldenem Schnitt –  sieben- bis achtmal die Kopflänge ergibt die Körperhöhe. Der Künstler verfügte über ausgezeichnete Anatomie-Kenntnisse. Markant war die anatomische Stelenausprägung der kubischen Rückenwirbel und der Höhenposition des Knies. Es kommt nicht von ungefähr, dass etliche der Figuren seiner eigenen Körpergröße entsprechen, nämlich rund zwei Meter. Oft gestaltete er sie farblich, personifizierte sie als Individuen und stellte sie einzeln oder als Gruppenstelen zusammen.
Mit der Kettensäge bearbeitete Gerhards seine Holzstämme und arbeitete sich dabei sicher an den inneren, gestalterischen Kern heran. Oftmals ging er bis an die Grenze der Statik, was den ohnehin teils überschlanken und verletzlichen Skulpturen noch mehr Bewunderung abverlangt. Trotz der Materialbehandlung in eher grober Arbeitsweise handelt es sich im Ergebnis um zarte Geschöpfe. Im Kontrast zu dieser Fragilität stehen die deutlichen, groben Bearbeitungsmale der Säge, die der Oberfläche Struktur verleihen. Öfters kommt auch Farbe ins Spiel:  z. B. ein leuchtendes Rot. Das verleiht seinen Figuren ein inneres geheimnisvolles Leuchten.
Markant war die anatomische Stelenausprägung der kubischen Rückenwirbel und der Höhenposition des Knies. Seine weißen Stelen waren im wahrsten Sinne Lichtgestalten, welche im Lichteinfall beim Sonnenuntergang für einige Minuten in allen Regenbogenfarben aufleuchteten und damit eine lebhafte farbige Oberfläche zeigten. Für den Künstler war stets die Positionierung der Skulpturen im Raum von besonderer Bedeutung, in dem sie wirken sollten. Gerhards platzierte seine menschlichen Stelen immer an exponierten Stellen im Haus oder Skulpturengarten, was den Anschein ergab, dass er in seinem zurückgezogenen Heim von seinen personifizierten Freunden umgeben war.
Gerhards schuf Skulpturen für den öffentlichen Raum, vor allem in Stolberg (Rheinland).

## Werke (Auswahl)
- 1967: Kreuz-Stele (Grabstein, bis 2020 auf dem Aachener Waldfriedhof), frz. Kalkstein, Stolberg (Privatbesitz)[1]
- 1974: Brücke der Zukunft bzw. Figuration, Edelstahl, seit 1974 in Stolberg-Mausbach, Schulgelände
- 1983: Drei Masken, Edelstahl-Kupfer-Skulptur, seit 1983 in Stolberg, Steinweg/Ecke Kortumstraße

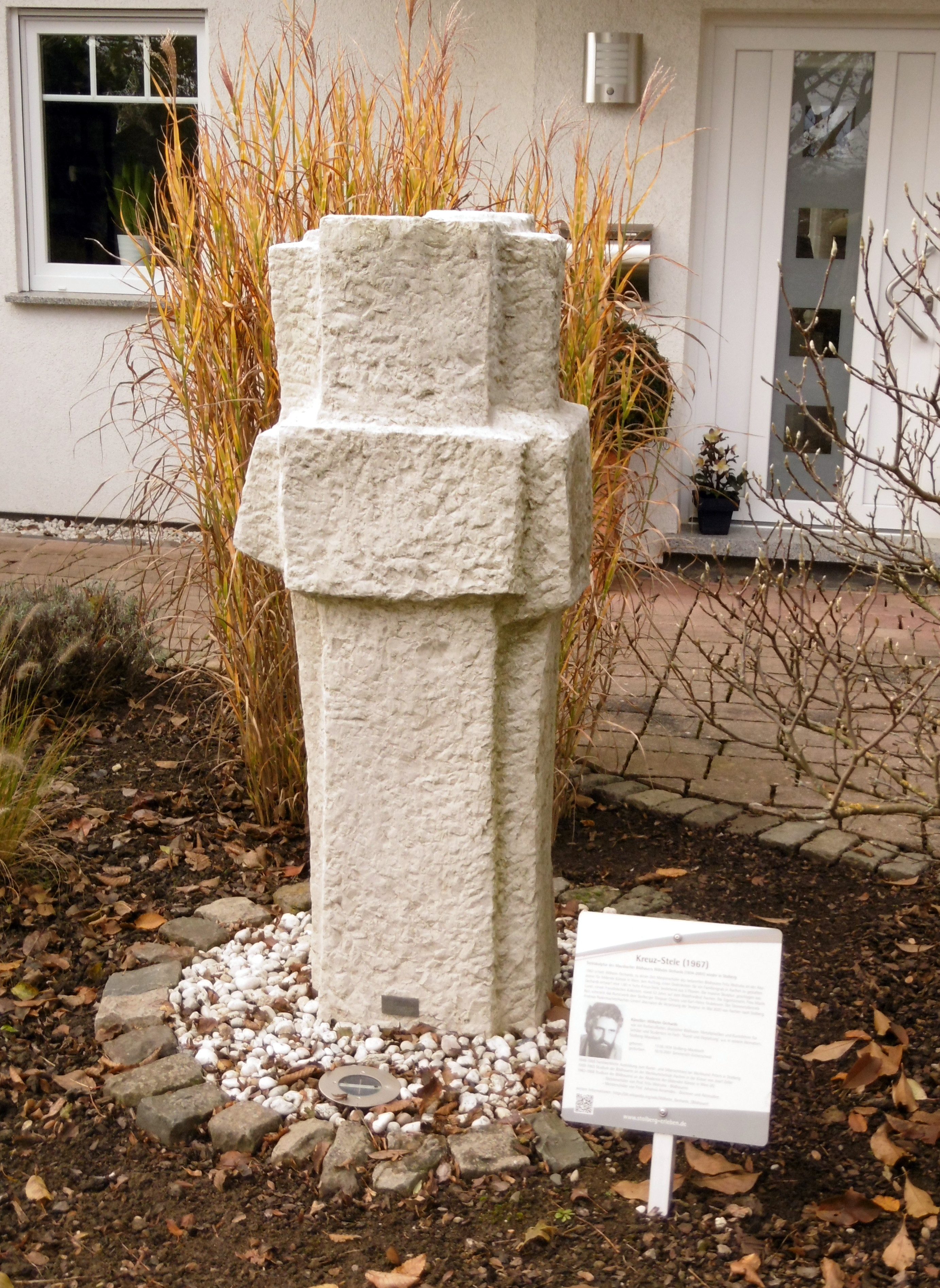
Kreuzstele von 1967
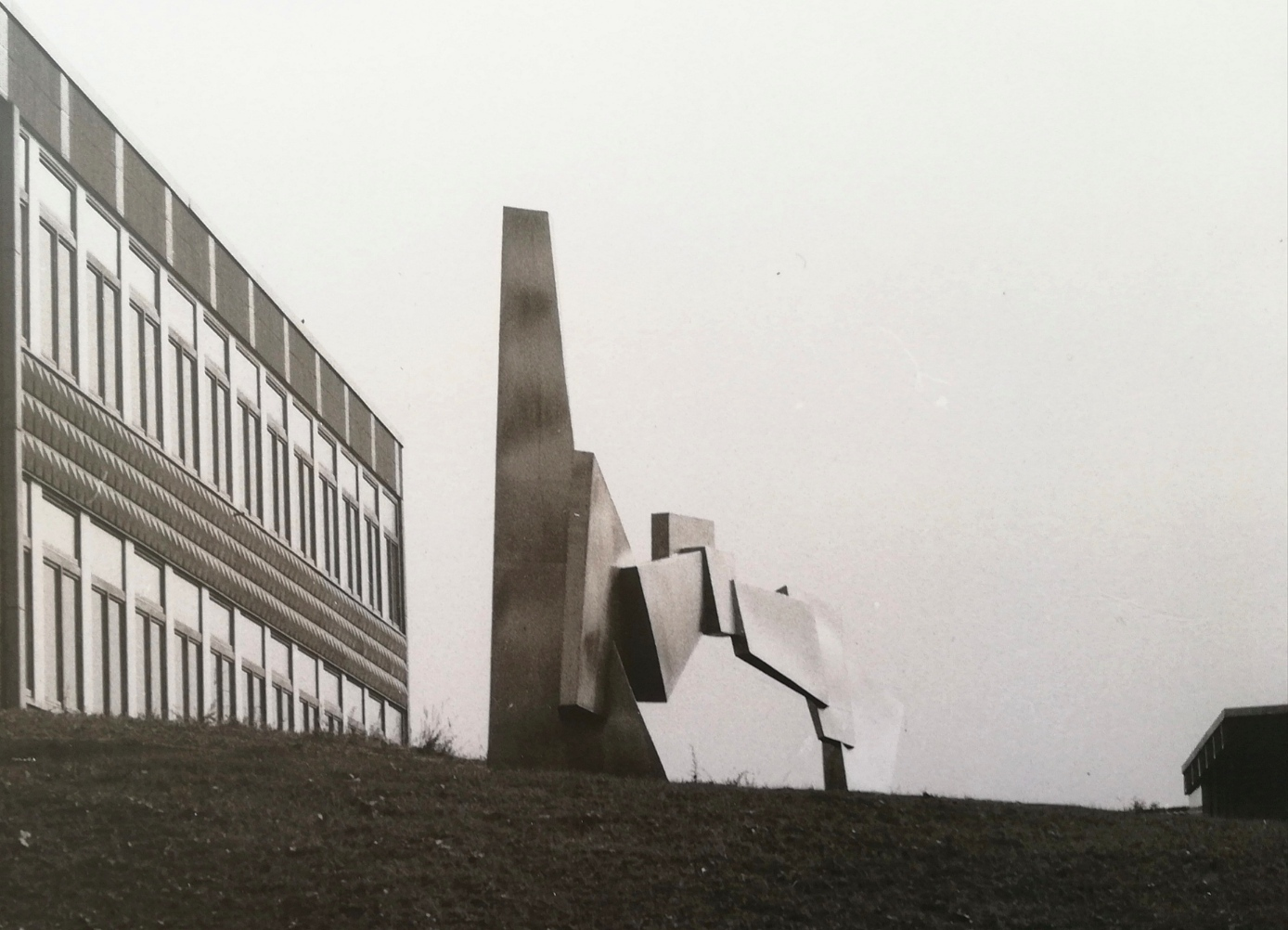
Figuration Brücke der Zukunft, Edelstahl-Skulptur von Wilhelm Gerhards, Schulgelände Stolberg Mausbach, 1974
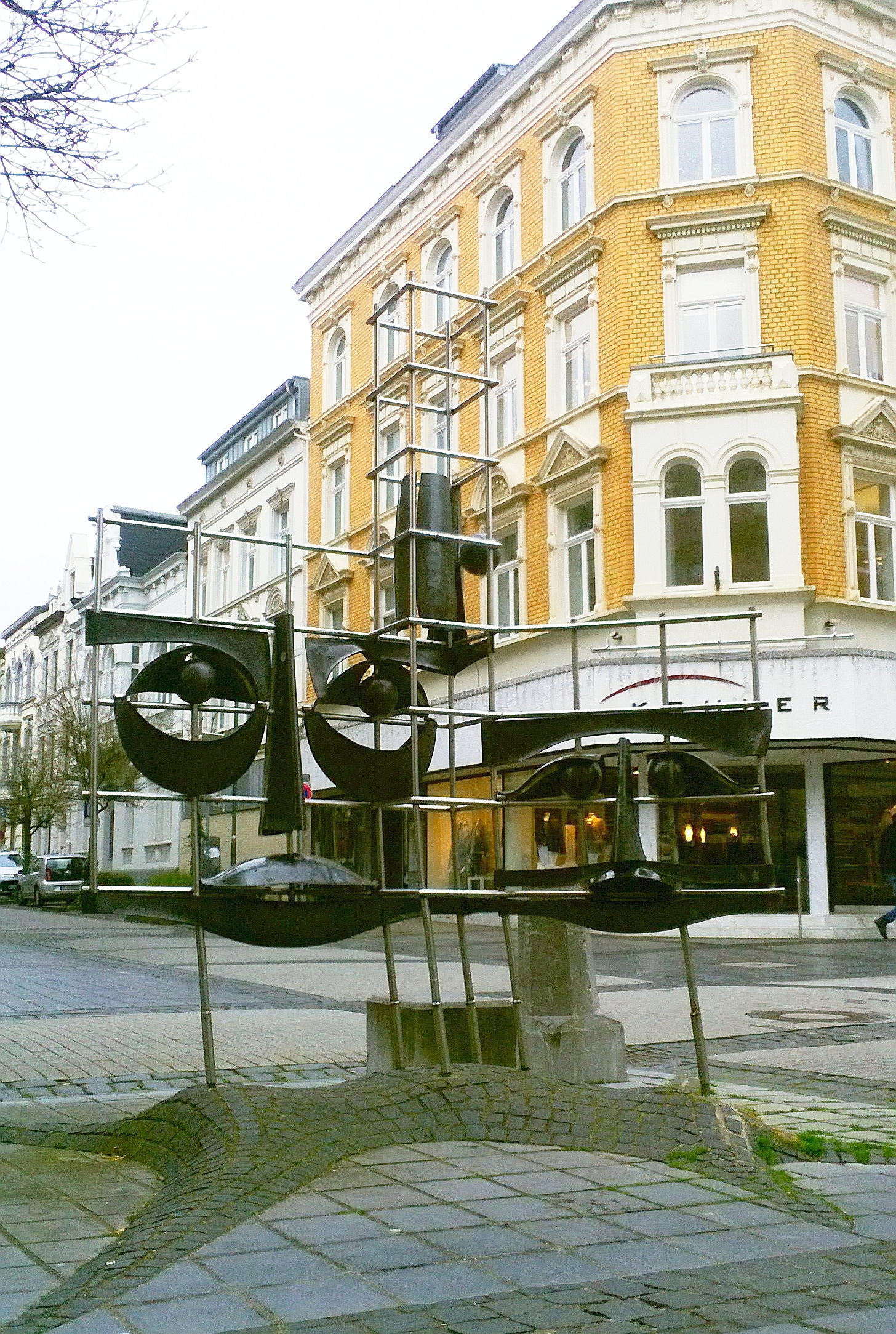
Drei Masken, Edelstahl-Kupfer-Skulptur, Steinweg, 1983
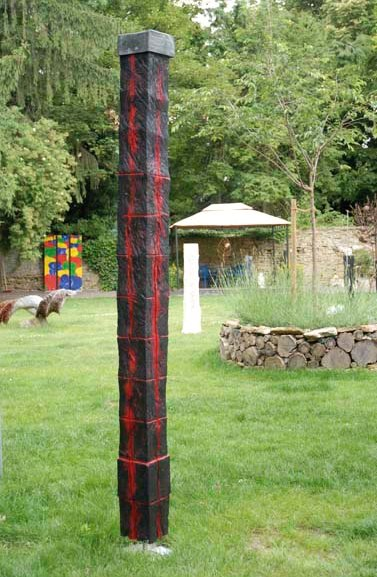
Stele, Holz/Acryl, 1986, Skulpturengarten Hammerberg (ehem. auf Burg Stolberg)

## Ausstellungen
- 1968: Suermondt-Ludwig-Museum, Aachen
- 1969: Rothe-Galerie, Aachen
- 1970: Galerie Experiment, Basel
- 1974: Bonnefantenmuseum, Maastricht
- 1975: Leopold-Hoesch-Museum, Düren
- 1983: Burghaus, Stolberg (Rheinland)
- 1986 und 1990: Burggalerie, Stolberg (Rheinland)
- seit 1986: Beteiligung an verschiedenen Gruppenausstellungen in Wien, Basel, Bilzen, Maastricht und Düren.
- 1994: Gemeinschaftsausstellung mit Susanne Gerhards in Galerie Thomas Kahlen und Bergirche St. Stephan, beide Aachen-Kornelimünster
- 2003: Gedächtnisausstellung in Stolberg anlässlich der Ausstellungsreihe Stolmartre
- 2009: Gedächtnisausstellung im Skulpturenpark Hammerberg, Stolberg

## Anerkennungen
- 1964: Belobende Anerkennung für die künstlerische Gesamtleistung
- Studienjahr 1963/64: Silberne Füger-Medaille
- Studienjahr 1964/65: Goldene Füger-Medaille
- Studienjahr 1965/66: Galerie-Würthel-Preis
- Studienjahr 1966/67: Meisterschulpreis